# 加藤礼三
加藤 礼三（かとう れいぞう、1955年11月23日 - ）は、日本の化学者。専門は分子物性科学。理学博士。
分子性材料、特に分子性導体および分子性磁性体の開発において、主導的な役割を果たしてきた。

## 来歴
1955年11月23日、山口県に生まれる。
1979年に東京大学理学部化学科を卒業し、1981年に同大学大学院理学系研究科修士課程を修了した。学部および修士課程では、ヘテロポリバナジン酸塩に関する研究を行った。
1984年に東京大学大学院より理学博士号を取得した。有機電荷移動錯体の開発研究は博士課程在籍時より開始された。博士論文は『A study of the molecular conductors based on the BEDT-TTF derivatives and/or the 1,2-dithiolene complexes』である。
1984年から1988年まで東邦大学理学部の助手を、1988年から1990年まで同大学の講師を務めた。東邦大時代に、ビス(エチレンジチオ)テトラチアフルバレン（略はBEDT-TTFあるいはET）のセレン置換体であるビス(エチレンジチオ)テトラセレナフルバレン（略はBEDT-TSeFあるいはBETS）の合成法を確立した。
1990年から1999年にかけて東京大学物性研究所の助教授を務めた。この期間の研究は出典に詳しい。1999年に理化学研究所に移り、2021年まで同研究所の主任研究員を務めた。
また、この間に多数の兼職も務めている。2001年から2003年に分子科学研究所客員教授、2002年から2021年に埼玉大学大学院理工学研究科客員教授、2003年から2021年に東邦大学理学部客員教授、2004年から2008年に文部科学省研究振興局科学官、2011年から2024年に千葉大学大学院融合科学研究科客員教授、2013年から2019年に早稲田大学理工学術院非常勤講師、2014年から学習院大学理学部非常勤講師を務めている。
2020年より、理化学研究所の副理事（研究政策審議役）を務めている。

## 受賞歴
- 1990年：第39回日本化学会進歩賞 - 分子性超伝導体および分子性金属の開発[10]
- 1995年：日本IBM科学賞
- 2011年：日本化学会第28回学術賞 - 金属-ジチオレン錯体を用いたパイ電子物性開発[10]
- 2013年：文部科学大臣表彰科学技術賞 - 金属錯体分子を用いたパイ電子物性の研究[11]
- 2014年：アメリカ物理学会フェロー
- 2017年：第8回分子科学会賞 - 金属錯体系分子性導体の開発[12]

## 著作
- 『さまざまな物質系2 分子の国の伝導電子 物理と化学の一接点』、岩波講座 物理の世界、岩波書店、2001年、ISBN 9784000111331。岩波オンデマンドブックス、2021年、ISBN 9784007311536。
- 『分子性導体 物理学と化学との連携がもたらすπ電子物性科学』、物質・材料テキストシリーズ、内田老鶴圃、2025年、ISBN 9784753623259。